# Кацер-Бучковська Наталія Володимирівна
Ната́лія Володи́мирівна Ка́цер-Бучко́вська (нар. 15 березня 1983, Бучач, Тернопільська область) — українська політична діячка, економістка, експертка з питань енергетики та екології. У 2014—2019 роках народна депутатка України 8-го скликання від фракції «Народний Фронт». Під час роботи в Парламенті була керівницею міжфракційного депутатського об єднання «Залучення та захист інвестицій», координаторкою міжфракційного об'єднання «Єврооптимісти», головою підкомітету з питань сталого розвитку Комітету паливно-енергетичного комплексу, ядерної політики та безпеки. Очолювала групи міжпарламентських зв'язків України з Королівством Нідерландів та Мексиканськими Сполученими Штатами.

## Життєпис
У 2005 р. закінчила юридичний факультет Львівського національного університету ім. І. Франка. У період навчання працювала головою студентської ради юридичного факультету, представницею курсу в профспілці та головною редакторкою Міжнародного альманаху «Vivat Justitia!».
Ставши стипендіаткою програми «Всесвітні студії [Архівовано 3 червня 2019 у Wayback Machine.]» Фонду Віктора Пінчука, в 2011 р. здобула ступінь магістра права та економіки Університетського коледжу Лондона. В Університеті вивчала міжнародні фінанси, право та економіку ринків, що регулюються, а також міжнародне банківське право, корпоративне та антимонопольне право країн ЄС.
У листопаді 2018 року розпочала програму Адміністративного Лідерства в Школі державного управління ім. Джона Кеннеді. Вона вже закінчила курси «Нові лідери» і «Керівники вищої ланки з національної та міжнародної безпеки» і зараз проходить курс «Керівництво економічним зростанням». Наталія Кацер-Бучковська отримає сертифікат за спеціальністю державної політики влітку 2020 року.
Окрім цього, у жовтні 2017 р. Кацер-Бучковська взяла участь у семінарі «Відповідальне лідерство» від Інституту Аспена та є членкинею спільноти ASPEN.
Вільно володіє англійською, знає французьку та російську мови.
Одружена, виховує двох синів.

## Рання кар'єра
Наталія Кацер-Бучковська має 15 років професійного стажу. До початку роботи в Парламенті у 2014 році Наталія займала керівні посади в українських юридичних та інвестиційних компаніях:
2005—2008 рр. — юрисконсультка, провідна спеціалістка контрольно-ревізіонної комісії та спеціалістка відділу міжнародних відносин ряду українських юридичних компаній;
2007—2008 рр. — начальниця юридичного відділу муніципального підприємства «Киевреклама»;
2008—2013 рр. — керівниця департаменту корпоративних інвестиційних компаній DeVision Group [Архівовано 3 червня 2019 у Wayback Machine.], B&S Holding [Архівовано 3 червня 2019 у Wayback Machine.];
2013—2014 рр. — директорка інвестиційної консалтингової компанії KCG Investment Consulting;
2013—2014 — аналітик ринку енергетики в The European Sting [Архівовано 11 квітня 2019 у Wayback Machine.] (Брюссель).

## Робота в парламенті
Восени 2014 року на позачергових виборах до Верховної Ради України Наталія Кацер-Бучковська була обрана народним депутатом України VIII скликання від партії «Народний фронт» (№ 54 у виборчому списку). Основна мета Кацер-Бучковської в Парламенті полягала в тому, щоб застосувати свої професійні знання і досвід для стимулювання енергетичних реформ в Україні, захисту національних інтересів України, а також для надання допомоги країні в залученні міжнародних інвестицій.
У грудні 2014 року очолила Підкомітет з питань сталого розвитку, стратегії та інвестицій при Комітеті з питань паливно-енергетичного комплексу, ядерної політики та ядерної безпеки.
Була головою міжфракційних депутатських об'єднань «Залучення та захист інвестицій [Архівовано 3 червня 2019 у Wayback Machine.]» та «Зелена енергія змін [Архівовано 22 липня 2019 у Wayback Machine.]», координаторкою міжфракційного об'єднання «Єврооптимісти», керівником групи з міжпарламентських зв'язків з Королівством Нідерландів та Мексиканськими Сполученими Штатами та членом Виконавчого комітету Національної парламентської групи в Міжпарламентському Союзі. Крім того, вона входила до депутатських груп з міжпарламентських зв'язків з Великою Британією, Швецією, Литвою, Японією та Швейцарією.
У липні 2019 року Наталія Кацер-Бучковська взяла участь в нових парламентських виборах в Україні в 2019 році під номером 13 політичної партії «Українська Стратегія Гройсмана». Однак партії не вдалося виграти жодного місця в парламенті.

## Нові проєкти
2019 стала радницею з питань енергетики та інвестицій в Українському інституті майбутнього [Архівовано 16 червня 2020 у Wayback Machine.].
2020 року з Остапом Семераком, колишнім міністром екології та природних ресурсів, заснувала Український Фонд сталого розвитку [Архівовано 16 червня 2020 у Wayback Machine.].

## Відео
- Наталія Кацер-Бучковська, народний депутат України, у програмі Телеканалу «РАДА» «Одкровення», 09.10.2015 [Архівовано 3 березня 2022 у Wayback Machine.]
- Наталія Кацер-Бучковська, народний депутат України, — гостя програми «112 хвилин» на «112 Україна», 06.07.2016 [Архівовано 26 грудня 2018 у Wayback Machine.]
- Наталія Кацер-Бучковська, народний депутат України, — гостя «112 Україна», 06.04.2017 [Архівовано 29 жовтня 2017 у Wayback Machine.]
- Наталія Кацер-Бучковська, народний депутат України, в ефірі Телеканалу «РАДА», програма #політикаUA, 21.07.2017
- Наталія Кацер-Бучковська та Олександр Охріменко в ефірі «112 Україна», 02.08.2017 [Архівовано 29 жовтня 2017 у Wayback Machine.]
- Наталія Кацер-Бучковська, народний депутат, — гостя «112 Україна», 22.09.2017 [Архівовано 29 жовтня 2017 у Wayback Machine.]
- Наталія Кацер-Бучковська, народний депутат, — гостя «112 Україна», 20.10.2017 [Архівовано 29 жовтня 2017 у Wayback Machine.]
- Наталія Кацер-Буковська, народний депутат України у «Нейтральна територія» Світлани Орловської на Телеканалі «Прямий» від 03.01.2018
- Наталія Кацер-Бучковська, народний депутат України, на Телеканалі «Прямий» від 14.02.2018
- Наталія Кацер-Бучковська, народний депутат України, в ефірі Телеканалу «РАДА», програма #політикаUA 15.06.2018